# Dieter Kühne
Dieter Kühne (* 13. Februar 1937) ist ein ehemaliger deutscher Fußballtorwart. 1966/67 bestritt er 14 Spiele für die BSG Wismut Gera in der DDR-Oberliga, der höchsten Spielklasse im DDR-Fußball.

## Sportliche Laufbahn
Bis 1960 war Dieter Kühne Torwart bei der Betriebssportgemeinschaft (BSG) Motor Gera-Zwötzen in der fünftklassigen Bezirksklasse Gera. Zur Saison 1961/62 wechselte er zur BSG Wismut Gera, wo er zunächst in der 2. Mannschaft eingesetzt wurde, die in der viertklassigen (ab 1963/64 drittklassigen) Bezirksliga spielte, eingesetzt wurde. Seine ersten drei Punktspiele für die 1. Mannschaft (zweitklassige DDR-Liga) bestritt er 1963/64. In der Saison 1965/66 konnte der bisherige Stammtorwart Manfred Grimm nicht eingesetzt werden, und so machte Trainer Heinz Ernst Kühne zur Nummer eins im Tor der 1. Mannschaft. Von den 30 Punktspielen in der DDR-Liga absolvierte Kühne 29 Begegnungen und war so maßgeblich am Aufstieg der Geraer in die DDR-Oberliga beteiligt.
In der Oberliga-Saison 1966/67 blieb Kühne zunächst erster Torwart bei Wismut Gera und bestritt die ersten sieben Punktspiele. Anschließend stand Grimm bei zehn Oberligaspielen im Tor, wurde danach aber wieder für sieben Begegnungen in der Oberliga von Kühne abgelöst. Wismut Gera konnte sich nicht in der Oberliga behaupten und stieg nach einem Jahr wieder ab.
Zur Spielzeit 1967/68 stieß mit Klaus Heinzel ein neuer Torwart zum Absteiger Wismut Gera. Dieser lieferte sich einen Zweikampf mit Manfred Grimm, bei dem Kühne mit nur einem Einsatz in der DDR-Liga das Nachsehen hatte. Abgesehen von zwei weiteren DDR-Liga-Spielen 1968/69 wurde Kühne wieder in der 2. Mannschaft aufgeboten, für die er noch bis 1972 in der Bezirksliga aktiv war.